# Château de Beaurecueil
Le château de Beaurecueil est situé sur la commune de Nonette (France).

## Localisation
Le château est situé sur la commune de Nonette, dans le département du Puy-de-Dôme, en région Auvergne-Rhône-Alpes.

## Description
Le château de Beaurecueil a été modifié depuis sa construction, notamment par le percement de fenêtres à différentes époques. L'édifice a conservé son plan de masse général (quadrilatère garni d'une tour circulaire à chaque angle), la poterne et la galerie en bois de la cour intérieure. Le château est précédé d'une cour fermée, au nord de laquelle s'élèvent les bâtiments d'exploitation ; au sud les communs précédés d'une chapelle.

## Historique
Le château est une demeure fortifiée édifiée près des bords de l'Allier par le duc de Berry au XIVe siècle qui en fit l'une de ses résidences favorites.
Le château en totalité (y compris les intérieurs avec leurs décors, le grand commun sud avec la chapelle, le pigeonnier, le mur de clôture avec son portail) fait l’objet d’une inscription au titre des monuments historiques  par arrêté du 8 mars 2010.